# IC 4714
IC 4716 é uma galáxia irregular na direção da constelação do Pavão.